# Els assassinats de l'abecedari
Els assassinats de l'abecedari (originalment en anglès, The ABC Murders) és una sèrie de televisió de thriller i misteri de la BBC One del 2018 basada en la novel·la homònima d'Agatha Christie de 1936. Es va emetre durant tres nits consecutives a partir del 26 de desembre de 2018. Va ser adaptada per Sarah Phelps i dirigida per Alex Gabassi. És protagonitzada per John Malkovich com Hercule Poirot, amb Rupert Grint, Andrew Buchan, Tara Fitzgerald i Shirley Henderson en els papers secundaris.
Diverses ciutats, pobles i pobles del comtat històric de Yorkshire, al nord d'Anglaterra, com Grosmont, Leeds, Pickering, Ripon, Saltaire, Skelton-on-Ure i Wakefield, van tenir un paper clau com a escenari d'aquesta adaptació. Newby Hall a North Yorkshire és la mansió de Churston. També apareix el pavelló De La Warr a Bexhill-on-Sea (East Sussex).
La sèrie es va publicar en DVD a través d'Universal Pictures UK l'11 de març de 2019. El 2 de gener de 2021 va estrenar-se el doblatge en català a TV3 i el mateix any se'n va editar una versió en valencià per a À Punt.

## Repartiment

### Principal
- John Malkovich com a Hercule Poirot[7]
- Rupert Grint com a inspector Crome[7]
- Andrew Buchan com a Franklin Clarke[7]
- Eamon Farren com a Alexander Bonaparte Cust[7]
- Jack Farthing com a Donald Fraser[7]
- Gregor Fisher com a Dexter Dooley[7]
- Tara Fitzgerald com a Lady Hermione Clarke[7]
- Henry Goodman com a Sidney Prynne[7]
- Shirley Henderson com a Rose Marbury[7]
- Bronwyn James com a Megan Barnard[7]
- Freya Mavor com a Thora Grey[7]
- Kevin McNally com a l'inspector Japp[7]
- Michael Shaeffer com al sergent Yelland[7]

### Secundari
- Eve Austin com a Betty Barnard[7]
- Anya Chalotra com a Lily Marbury[7]
- Lizzy McInnerny com a Jenny Barnard[7]
- Cyril Nri com a pare Anselm[7]
- Suzanne Packer com a Capstick[7]
- Christopher Villiers com a Sir Carmichael Clarke[7]
- Shane Attwooll com al detective Bunce[2]
- Terenia Edwards com a Miss Leigh[2]
- Tamzin Griffin com a Alice Asher[2]
- Neil Hurst com a Benny Grew[2]
- Ian Pirie com a Peter Asher[2]
- Karen Westwood com a Mrs. Kirkham[2]
- Lorenzo Harani com a refugiat[8]

## Llista d'episodis
| Núm. | Títol       | Direcció     | Guió         | Data d'emissió original | Data d'emissió a Catalunya (TV3) |
| ---- | ----------- | ------------ | ------------ | ----------------------- | -------------------------------- |
| 1    | «Capítol 1» | Alex Gabassi | Sarah Phelps | 26 de desembre de 2018  | 2 de gener de 2021               |
| 2    | «Capítol 2» | Alex Gabassi | Sarah Phelps | 27 de desembre de 2018  | 2 de gener de 2021               |
| 3    | «Capítol 3» | Alex Gabassi | Sarah Phelps | 28 de desembre de 2018  | 2 de gener de 2021               |

## Rebuda
L'agregador de ressenyes Rotten Tomatoes va donar a la sèrie una puntuació d'aprovació del 70% basada en 30 crítiques. El consens crític del lloc web diu: "Els assassinats de l'abecedari adapta liberalment el famós misteri d'Agatha Christie tot conservant el seu esperit emocionant, gràcies en part a l'actuació astuta de John Malkovich, que habita l'Hercule Poirot amb prou gràcia envellida per a guanyar-se els que eren escèptics del seu càsting". A Metacritic, la pel·lícula té una puntuació mitjana ponderada de 58 sobre 100, basada en 10 ressenyes, cosa que indica crítiques "mixtes o mitjanes".
The Guardian va donar al primer episodi quatre estrelles i va elogiar l'actuació de Malkovich. The Times li va donar quatre estrelles i el va trobar agradable, alhora que tambá va elogiar Malkovich. En revisar el final, Metro va elogiar la nova història de fons de Poirot i la va declarar "televisió de misteri en el seu millor moment".